# John Ouwerx
Jean „John“ Ouwerx  (* 8. März 1903 in Nivelles; † 13. Januar 1983 in Brüssel) war ein belgischer Jazzpianist.

## Leben und Wirken
Ouwerx’ Mutter stammte aus Rumänien; sein Vater war belgischer Offizier. Die Familie ließ sich in Brügge nieder und er besuchte das Konservatorium in Gent. Dort studierte er Klavier, Harmonielehre und Kontrapunkt. 1918 begann er sich mit Komponisten wie Claude Debussy, Maurice Ravel und Darius Milhaud zu beschäftigen, ferner mit synkopischer Musik. Er spielte ab Mitte der 1920er-Jahre in der Miami Jazz Band, mit der 1925 in Gent erste Plattenaufnahmen entstanden. Im folgenden Jahrzehnt arbeitete er in Brüssel in den Gruppen von Gus Deloof, Jack Webster, Johnny Jack und dem Orchester Stan Brenders; 1928 tourte er mit dem Orchester von Marek Weber. 1937/38 nahm er erstmals unter eigenem Namen auf, u. a. den Standard „Some of These Days“. 1941 entstanden Aufnahmen für Decca, begleitet von Johnny Jack, Jean Delahaut und Jackie Glazer. 1942 wirkte er im Brenders-Orchester bei Aufnahmesessions von Django Reinhardt und Hubert Rostaing mit.
Nach Ende des Zweiten Weltkriegs spielte Ouwerx im Orchester von Fud Candrix; 1946 nahm er als Solist für das belgische Label Pacific auf. 1951/52 tourte er in Belgisch Kongo; nach seiner Rückkehr nach Brüssel nahm er mit dem Akkordeonisten Michel Van den Abeel (Philips) auf. Neben seiner Tätigkeit als Musiker arbeitete er als A&R-Manager für Philips und die zur Decca-Gruppe gehörende Firma CEFA. In den 1960er-Jahren eröffnete er eine Piano-Bar am Place du Samedi, wo er regelmäßig auftrat. 1973 spielte er sein einziges Album ein, Full Liberty/En Toute Liberte, an dem Roger Vanhaverbeke (Bass) und Robert Pernet (Schlagzeug) mitwirkten. Im Bereich des Jazz war er zwischen 1925 und 1973 an 35 Aufnahmesessions beteiligt.